# En passant

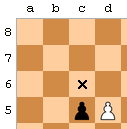
Ein Schlag en passant: Schwarz hat seinen Bauern von c7 nach c5 gezogen. Der nun neben ihm stehende weiße Bauer kann ihn trotzdem schlagen, durch einen unmittelbaren Zug auf das übersprungene Feld c6.

Der französische Ausdruck en passant (Abkürzung: e. p., gesprochen ɑ̃paˈsɑ̃) bezeichnet im Schachspiel einen besonderen (Schlag‑)Zug eines Bauern. Diese Bezeichnung hat sich international eingebürgert. Eine deutsche Übersetzung, die gelegentlich in der deutschsprachigen Schachliteratur genutzt wird, ist „im Vorübergehen“ (Abkürzung: i. V.)  
Im Schach ist das Schlagen en passant definiert als die Zugmöglichkeit, mit einem Bauern einen gegnerischen Bauern auch dann zu schlagen, wenn dieser von der Ausgangsstellung heraus durch einen Doppelschritt über den Schlagbereich des eigenen Bauern hinaus zieht. In diesem Fall hat der Gegner im darauffolgenden Zug das Recht, diesen Bauern mit seinem eigenen Bauern so zu schlagen, als ob er nur einen Feldschritt nach vorne getan hätte statt deren zwei. Der Bauer wird sozusagen auf seinem Weg (im Vorübergehen) abgefangen, nicht erst auf dem Zielfeld seines Zuges.  En passant darf nur unmittelbar nach dem Doppelschritt des gegnerischen Bauern und nur durch einen eigenen Bauern geschlagen werden.
Das Fremdwort wird auch außerhalb des Schachs als Redewendung verwendet, um eine Tätigkeit zu bezeichnen, die man nebenher, ohne viel Aufwand, erledigt.

## Regel
Der En-passant-Schlag ist in den Regeln des Weltschachbunds FIDE festgeschrieben, hier in den Regeln 3.7.3.1 und 3.7.3.2. In der deutschen Übersetzung lauten diese: „Ein Bauer, der auf derselben Reihe auf einem unmittelbar angrenzenden Feld wie ein gegnerischer Bauer, der soeben zwei Felder von seiner Anfangsstellung vorgerückt ist, steht, darf diesen gegnerischen Bauern so schlagen, als ob letzterer nur um ein Feld vorgerückt wäre. Dieses Schlagen ist nur in dem unmittelbar nachfolgenden Zug regelgemäß und wird ‚Schlagen en passant‘ genannt.“
Schlagen im Vorübergehen ist also an einige Voraussetzungen gebunden: Der zu schlagende Bauer muss unmittelbar zuvor aus der Grundstellung einen Doppelschritt gemacht haben. Dabei muss er direkt neben einem Bauern der Gegenseite zu stehen kommen. Nur in diesem Augenblick kann der gegnerische Bauer (und nur der Bauer!) en passant schlagen, später nicht mehr.

## Beispiele

en-passant-Schlag

Ein schwarzer Bauer steht auf d7, ein weißer Bauer auf e5. Schwarz zieht den Bauern im Doppelschritt von d7 nach d5. Weiß hat nun – jedoch nur im unmittelbar darauffolgenden Halbzug – die Möglichkeit, diesen Bauern en passant zu schlagen: Dazu wird der schwarze Bauer auf d5 vom Brett entfernt, der weiße Bauer zieht von e5 nach d6.
Schreibweise: e5 x d6 e. p.
|   | a | b | c | d | e | f | g | h |   |
| 8 |   |   |   |   |   |   |   |   | 8 |
| 7 |   |   |   |   |   |   |   |   | 7 |
| 6 |   |   |   |   |   |   |   |   | 6 |
| 5 |   |   |   |   |   |   |   |   | 5 |
| 4 |   |   |   |   |   |   |   |   | 4 |
| 3 |   |   |   |   |   |   |   |   | 3 |
| 2 |   |   |   |   |   |   |   |   | 2 |
| 1 |   |   |   |   |   |   |   |   | 1 |
|   | a | b | c | d | e | f | g | h |   |

Weiß im Zugzwang.
Obwohl Schwarz in dieser Stellung zwei Bauern weniger besitzt, wird er die Partie mit Hilfe der En-passant-Möglichkeit gewinnen. Ist Weiß am Zug, dann kann er nur den Bauern auf b2 ziehen (Zugzwang). Bei b2–b3 erwidert Schwarz a4xb3 und der Bauer wird sich auf b1 in eine Dame umwandeln mit Gewinnstellung. Zieht Weiß b2–b4, dann folgt a4 x b3 e. p., und wieder wird sich der Bauer zwei Züge später auf b1 in eine Dame umwandeln.
Ist Schwarz am Zug, dann erfolgt der Wartezug Kf7–f8, und wieder muss Weiß den b-Bauern ziehen.
Gäbe es die En-passant-Regel nicht, wäre diese Stellung nach 1. b2–b4 trivial für Weiß gewonnen, da Schwarz den Bauern nicht aufhalten kann, ohne h7–h8D zuzulassen.

## Besonderheit
Eine technische Besonderheit: Ein Doppelschach, ohne dass eine der schachgebenden Figuren im letzten Zug gezogen hat, ist (abgesehen von Bauernumwandlungen) nur durch den En-passant-Zug möglich.
|   | a | b | c | d | e | f | g | h |   |
| 8 |   |   |   |   |   |   |   |   | 8 |
| 7 |   |   |   |   |   |   |   |   | 7 |
| 6 |   |   |   |   |   |   |   |   | 6 |
| 5 |   |   |   |   |   |   |   |   | 5 |
| 4 |   |   |   |   |   |   |   |   | 4 |
| 3 |   |   |   |   |   |   |   |   | 3 |
| 2 |   |   |   |   |   |   |   |   | 2 |
| 1 |   |   |   |   |   |   |   |   | 1 |
|   | a | b | c | d | e | f | g | h |   |

|   | a | b | c | d | e | f | g | h |   |
| 8 |   |   |   |   |   |   |   |   | 8 |
| 7 |   |   |   |   |   |   |   |   | 7 |
| 6 |   |   |   |   |   |   |   |   | 6 |
| 5 |   |   |   |   |   |   |   |   | 5 |
| 4 |   |   |   |   |   |   |   |   | 4 |
| 3 |   |   |   |   |   |   |   |   | 3 |
| 2 |   |   |   |   |   |   |   |   | 2 |
| 1 |   |   |   |   |   |   |   |   | 1 |
|   | a | b | c | d | e | f | g | h |   |

|   | a | b | c | d | e | f | g | h |   |
| 8 |   |   |   |   |   |   |   |   | 8 |
| 7 |   |   |   |   |   |   |   |   | 7 |
| 6 |   |   |   |   |   |   |   |   | 6 |
| 5 |   |   |   |   |   |   |   |   | 5 |
| 4 |   |   |   |   |   |   |   |   | 4 |
| 3 |   |   |   |   |   |   |   |   | 3 |
| 2 |   |   |   |   |   |   |   |   | 2 |
| 1 |   |   |   |   |   |   |   |   | 1 |
|   | a | b | c | d | e | f | g | h |   |

## Schachkomposition
In der Schachkomposition ist ein Schlagen en passant als Schlüsselzug nur dann zulässig, wenn bewiesen werden kann, dass der letzte Zug einen solchen Schlag erlaubt. Das heißt, man muss durch Retroanalyse nachweisen können, dass der letzte Halbzug der Doppelschritt des zu schlagenden Bauern war (siehe das Problem von Friedrich Amelung auf der verlinkten Seite).
Nur durch en passant ist es auch möglich, zwei Figuren gleichzeitig von einer Reihe zu entfernen. Eine weitere Besonderheit des Schlages zeigte unter anderem Korolkow in einer seiner Studien.
|   | a | b | c | d | e | f | g | h |   |
| 8 |   |   |   |   |   |   |   |   | 8 |
| 7 |   |   |   |   |   |   |   |   | 7 |
| 6 |   |   |   |   |   |   |   |   | 6 |
| 5 |   |   |   |   |   |   |   |   | 5 |
| 4 |   |   |   |   |   |   |   |   | 4 |
| 3 |   |   |   |   |   |   |   |   | 3 |
| 2 |   |   |   |   |   |   |   |   | 2 |
| 1 |   |   |   |   |   |   |   |   | 1 |
|   | a | b | c | d | e | f | g | h |   |

Nach 5. Lc3–a1 d7–d6! versucht Schwarz, ein Patt aufzubauen. Nach 6. c2–c3? d4–d3+ wäre das Patt nicht mehr zu verhindern. Jedoch verfügt Weiß über den Zug 6. c2–c4!, der auf den ersten Blick sofort pattsetzt, auf den zweiten Blick aber eine diagonale Linienfesselung des Bauern auf d4 schafft und somit das Schlagen en passant erzwingt. Nach 6. … d4xc3 e.p. 7. La1xc3 ist Schwarz matt.
Die Idee des erzwungenen En-passant-Schlags, die den Schluss von Korolkows Studie bildet, hat zuerst Adolf Anderssen 1846 in einem Problem dargestellt (siehe Aufgaben für Schachspieler#Die zweite Auflage). Dies löste eine in allen größeren Schachzeitungen geführte Debatte aus, ob der En-passant-Schlag zum Zwang werden dürfe oder als „Privileg“ angesehen werden müsse, das man nach freier Wahl ausüben dürfe. Einige Schachmeister vertraten die Meinung, dass Schwarz in einer solchen Situation den Schlag verweigern und sich für patt erklären dürfe, die Mehrheit sprach sich aber dagegen aus, da ein Patt nicht infrage komme, solange noch ein legaler Zug möglich sei.

## Geschichte
Die Regel des En-passant-Schlags lässt sich bis in das 15. Jahrhundert zurückverfolgen. Sie hängt zusammen mit der Fähigkeit des Bauern, aus der Grundstellung einen Doppelschritt zu machen. Dieses Privileg wird ausgeglichen durch die Möglichkeit, ihn im nächsten Zug mit einem Bauern so zu schlagen, als wäre er nur ein Feld vorgerückt. In seiner History of Chess schreibt H. J. R. Murray, dass bereits 1497 in Luis Ramírez Lucenas spanischem Schachlehrbuch Repetición de amores e arte de axedrez eine En-passant-Regel zu finden ist, die der heutigen ähnelt, obwohl sich die sonstigen Regeln noch stark vom modernen Schach unterschieden. Murray zitiert und übersetzt die betreffende Passage, nach der die Bauern aus der Grundstellung die Fähigkeit haben, ‚an der Schlacht vorbeizuziehen‘ („passar batalla“), also mit dem Doppelschritt über das Feld hinwegziehen können, auf dem sie ein feindlicher Bauer schlagen könnte; freilich sei es dann in die Macht des Gegenspielers gestellt, dieses Vorbeiziehen zuzulassen oder den Bauern zu nehmen. Ähnlich war es vermutlich in England und Frankreich. Dagegen erwähnt der lombardische Autor Jacobus de Cessolis den En-passant-Schlag nicht, und aus späteren italienischen Quellen, insbesondere Damiano de Odemira, geht hervor, dass das Schlagen im Vorübergehen im italienischen Raum damals und auch später noch lange Zeit verboten war. Der Doppelschritt des Bauern konnte in Italien also gezogen werden, ohne einen En-passant-Schlag befürchten zu müssen. Diese italienische Regel, also das gefahrlose Vorbeiziehen, war ebenfalls als (freies) „passar battaglia“ bekannt. Erst 1881 wurde die italienische Sonderregel abgeschafft.
Der französische Ausdruck „en passant“ für diesen Zug erscheint bereits in Philidors Werk L’Analyze des Échecs 1749. Philidor galt im 18. Jahrhundert als bester Schachspieler der Welt, seine Analyse wurde schnell sowohl ins Englische als auch ins Deutsche übersetzt und hatte großen Einfluss auf die Entwicklung des europäischen Schachspiels. 1808 findet sich die von ihm übernommene Bezeichnung „en passant“ als Fachausdruck im Englischen, nämlich in A Treatise on the Game of Chess von Jacob Henry Sarratt. Auf Deutsch benutzte Paul Rudolf von Bilguer diesen französischen Terminus bereits ganz selbstverständlich in seinem Handbuch des Schachspiels 1843. Die Alternative „im Vorübergehen“ (abgekürzt i. V.) kommt gelegentlich im Deutschen vor, hat sich aber nicht durchgesetzt.